# マルゾビア (小惑星)
マルゾビア (749 Malzovia) は、小惑星帯に位置する小惑星である。1913年4月5日、ロシアの天文学者セルゲイ・イワノヴィチ・ベリャフスキーがウクライナのシメイズで発見した。シメイズ天文台を開設した天文学者のニコライ・セルゲーヴィッチ・マルゾフにちなんで名づけられた。